# Rhinella inca
Rhinella inca és una espècie de gripau de la família Bufonidae, endèmica del Perú. El seu hàbitat inclou montans secs, rius, canals i dics.
És un gripau esvelt, descobert el 1911 per l'expedició de la Universitat Yale i publicat el 1913 pel zoòleg noruec Leonhard Hess Stejneger. No se'n sap gaire més. Està en situació crítica. És freqüent durant la nit sentir el cant del mascle com a part del seguici per buscar la femella en època de reproducció.